# Пенталинон
Пенталинон (лат. Pentalinon) — ботанический род цветковых растений семейства Кутровые, включающий по современной классификации два вида. Впервые описан в качестве самостоятельного рода в 1845 году. Природный ареал охватывает американский штат Флорида, Центральную Америку и острова Карибского бассейна. Растение используется в качестве горшечного, а также как декоративная культура открытого грунта в тропических регионах.

## Название
Латинское родовое название заимствовано из греческого языка и образовано от корней πέντε ('pente') — пять и λίνον (linon) — нить, веревка, и предполагается, что дано по форме вытянутых тычиночных нитей, характерных для видов этого рода.

## Ботаническое описание
Вьющиеся лианы или ползучие кустарники с млечным соком.
Листья супротивные, без желёзок и колетеров (железистых волосков). Слабовыраженные колетеры имеются в пазухах листьев на побегах.
Соцветия — пазушные дихазии верхушечные и околоверхушечные, с небольшим количеством цветков. Прицветники невыраженные.
Чашечка колокольчатой формы с 5 удлиненными чашелистиками с колетерами в основании. Венчик воронкообразный, без дополнительных структур, гладкий или опушенный. Цветок актиноморфный (симметричный), лепестки одинаковые. Трубка прямая или слегка изогнутая. Сближенные тычинки с длинными нитевидными придатками окружают рыльце пестика. Пестик с 5 железистыми нектарниками у основания, состоит из двух разделенных камер, объединенных одним столбиком.
Плод из двух тонких цилиндрических остроконечных камер. Семена сухие, многочисленные, узко-эллиптические, с пучком длинных волосков на верхушке.

## Распространение и экология
Природный ареал произрастания пенталинона охватывает территории штата Флорида (США) и Мексики в Северной Америке; Белиз, Сальвадор, Гватемала, Гондурас и Никарагуа в Центральной Америке; Багамские, Каймановы, Британские Подветренные острова, Куба, Доминикана, Гаити, Ямайка, Пуэрто-Рико, Теркс и Кайкос, острова Виндвард в Карибском бассейне.

## Классификация

### Таксономическое положение
|  |                                |  |                                                  |                                                  |                    |  | еще 4 семейства в порядке Горечавкоцветные (APG IV, 2016) |                                                   |                                                   |                       |
|  |                                |  |                                                  |                                                  |                    |  |                                                           |                                                   |                                                   | 2 вида (APG IV, 2016) |
|  |                                |  |                                                  | порядок Горечавкоцветные                         |                    |  |                                                           |                                                   | род Пенталинон                                    |                       |
|  |                                |  |                                                  | порядок Горечавкоцветные                         |                    |  |                                                           |                                                   | род Пенталинон                                    |                       |
|  | отдел Цветковые (APG IV, 2016) |  |                                                  |                                                  | семейство Кутровые |  |                                                           |                                                   |                                                   |                       |
|  | отдел Цветковые (APG IV, 2016) |  |                                                  |                                                  |                    |  |                                                           |                                                   |                                                   |                       |
|  |                                |  | ещё 63 порядка цветковых растений (APG IV, 2016) | ещё 63 порядка цветковых растений (APG IV, 2016) |                    |  |                                                           | еще 390 родов в семействе Кутровые (APG IV, 2016) | еще 390 родов в семействе Кутровые (APG IV, 2016) |                       |
|  |                                |  |                                                  | ещё 63 порядка цветковых растений (APG IV, 2016) |                    |  |                                                           |                                                   | еще 390 родов в семействе Кутровые (APG IV, 2016) |                       |

### Виды
В настоящее время по данным сайта WFO в род включается 2 вида.
- Pentalinon andrieuxii (Müll.Arg.) B.F.Hansen & Wunderlin — Пенталинон Андрё
- Pentalinon luteum (L.) B.F.Hansen & Wunderlin — Пенталинон желтый